# At the Apollo
| Рейтинги     | Рейтинги |
| Издание      | Оценка   |
| ------------ | -------- |
| Allmusic     | [ 1 ]    |
| PopMatters   | [ 2 ]    |
| BLARE        | [ 3 ]    |
| NME          | 8/10     |
| Uncut        | [ 5 ]    |
| Contactmusic | 9/10     |
| Pitchfork    | 4.5/10   |

At the Apollo — концертный видеоальбом британской инди-рок-группы Arctic Monkeys, записанный в Манчестере на последнем концерте их мирового турне 2007 года. Режиссёром выступил Ричард Айоади, оператором — Дэнни Коэн, известный по работе над фильмом «Это Англия», монтажёром — Ник Фентон, ранее работавший над музыкальным фильмом «Heima» группы Sigur Rós, и продюсером — Диармид Скримшоу.
В 2009 году выиграл премию NME Awards в категории «Лучший DVD».
К видеоальбому в качестве бонуса прилагался концертный альбом Live in Texas в форматах CD и LP, состоящий из записей концерта группы в Техасе 7 июня 2006 года.

## Список композиций
1. «Brianstorm»
2. «This House Is A Circus»
3. «Teddy Picker»
4. «I Bet You Look Good On The Dancefloor»
5. «Dancing Shoes»
6. «From The Ritz To The Rubble»
7. «Fake Tales Of San Francisco»
8. «When The Sun Goes Down»
9. «Nettles»
10. «D Is For Danger»
11. «Leave Before The Lights Come On»
12. «Fluorescent Adolescent»
13. «Still Take You Home»
14. «Da Frame 2R»
15. «Plastic Tramp» (совместно с Майлзом Кейном)
16. «505» (совместно с Майлзом Кейном)
17. «Do Me A Favour»
18. «A Certain Romance»
19. «The View From The Afternoon»
20. «If You Were There, Beware»